# Акваріани
Акваріанами- назва християн, які замінювали воду на вино в Євхаристії . По- грецьки їх називали Hydroparastatae, або ті, що пропонують воду. Феодосій I у своєму едикті 382 року відносить їх до особливої секти з маніхейцями, які також уникали вина.  Католики вважають заміну актом єресі .

## Етимологія
Акваріан вважається орфографічною помилкою, пов’язаною з Водоліями, оскільки має інше значення — «Раби, які несли воду для купання в жіночі квартири» .  Інші терміни, що використовуються для позначення Водоліїв, включають енкратити ("утримані") та ебіоніти .

## Зовнішні посилання
- Тріумф Церкви з публікацій Католицької Правди
- Фальшиві релігійні конфесії в історії від традиційної католицької апологетики
- Матеріал господаря
- Церква, Містичне Тіло від Рабів Непорочного Серця Марії
- Історія християнської церкви: єресі антнікейської доби з інтерактивної Біблії
- Водолій - стаття католицької енциклопедії